# Покровський Валерій Олександрович
Валерій Олександрович Покровський (рос. Валерий Александрович Покровский; 17 травня 1978, м. Свердловськ, СРСР) — російський хокеїст, захисник. Виступає за  у Континентальній хокейній лізі. 
Вихованець хокейної школи «Автомобіліст» (Єкатеринбург). Виступав за СКА (Санкт-Петербург), «Мечел» (Челябінськ), «Авангард» (Омськ), ЦСКА (Москва), «Спартак» (Москва), «Амур» (Хабаровськ), «Сибір» (Новосибірськ), «Спартак» (Москва). 